# Drimia filifolia
Drimia filifolia là một loài thực vật có hoa trong họ Măng tây. Loài này được (Poir.) J.C.Manning & Goldblatt mô tả khoa học đầu tiên năm 2000.